# قره تپه شیخ
قره تپه شیخ مربوط به دوران پیش از تاریخ ایران باستان تا دوران‌های تاریخی پس از اسلام است و در شهرستان کلاله، روستای تمر قره قوزی واقع شده و این اثر در تاریخ ۲۵ اسفند ۱۳۷۹ با شمارهٔ ثبت ۳۶۴۷ به‌عنوان یکی از آثار ملی ایران به ثبت رسیده است.